# Newcastle United Jets FC
Newcastle United Jets FC, ofta Newcastle Jets, är en proffsklubb i fotboll från Newcastle i Australien. Klubben spelar i den australiska proffsligan A-League sedan ligan startades 2005. Klubben har även ett damlag som spelar i den australiska proffsligan för damer, A-League.